# Stará Evropa

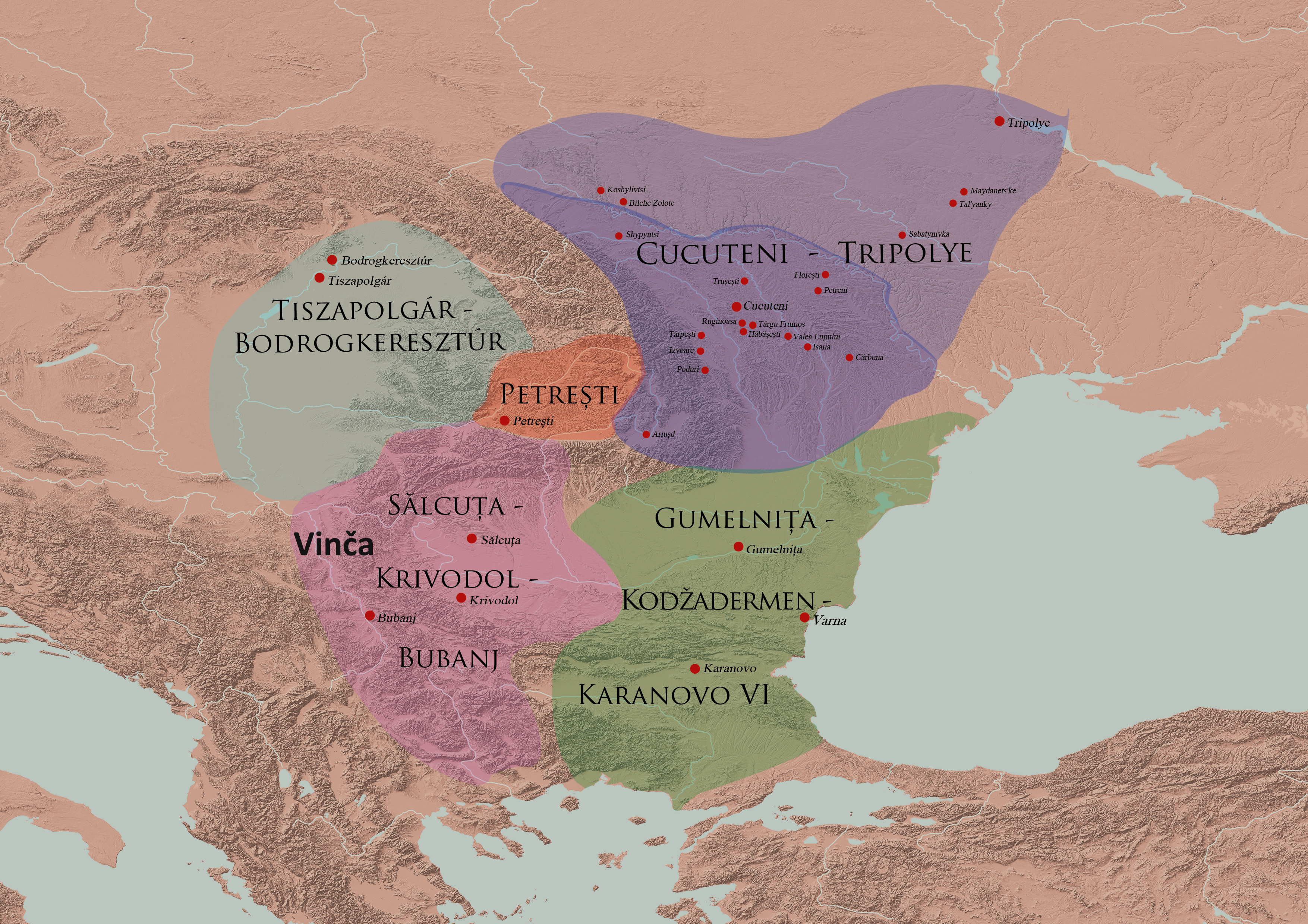
Kultury doby měděné v jihovýchodní Evropě

Stará Evropa, anglicky Old Europe, je termín pro komplex archeologických kultur neolitu a doby měděné, zhruba mezi lety 5 000 a 3 500 př. n. l., na území jihovýchodní Evropy, především Rumunska a Bulharska. Kultury Staré Evropy patřily k nejrozvinutějším své doby. Budovaly pevné domy a sídla, která počtem obyvatel přesahovala dobová města v Mezopotámii. Vysoké úrovně dosahovala také keramika, zlatnictví a měděná metalurgie. Množství nálezů ženských sošek, často interpretovaných jako „bohyně“, vedlo k diskuzím o matriarchální povaze společnosti Staré Evropy.
Termín Stará Evropa byl vytvořen archeologičkou Marijou Gimbutasovou v 70. letech 20. století v souvislostí s její kurganovou hypotézou. Indoevropská kurganová kultura měla zhruba mezi 4 500 př. n. l. a 2 500 př. n. l. v několik vlnách vtrhnout na území Staré Evropy a zničit místní kultury. Kromě kurganové kultury v užším slova smyslu, tedy jámové kultury, spojovala tyto invaze také s lidem kultury se šňůrovou keramikou a kultury bojových seker. Zatímco indoevropská kultura měla být násilná a patriarchální, Stará Evropa se měla vyznačovat rovností pohlaví a mírumilovností. Idealizovaný obraz Staré Evropy byl později opuštěn, ale ještě na počátku 21. století neexistovala široce přijímaná alternativní hypotéza, která by nahradila pohled Gimbutasové.

## Marija Gimbutasová a Stará Evropa
Marija Gimbutas počala od roku 1956 v sérii článků rozpracovávat hypotézu o původu Indoevropanů v černomořsko-kaspické stepi, na území pozdější Ukrajiny a jižního Ruska, v čemž následovala starší badatele, jako byl Otto Schrader nebo Vere Gordon Childe. Tato hypotéza se nazývá kurganová a pro kulturu, která tak měla být původcem indoevropských migrací, se později široce ujalo označení jámová kultura. Své hypotézy o Staré Evropě pak rozpracovala v dílech The Goddesses and Gods of Old Europe, 7000 to 3500 BC: Myths, Legends and Cult Images (1974), The Language of the Goddess: Unearthing the Hidden Symbols of Western Civilization (1989) a The Civilization of the Goddess: The World of Old Europe (1991).
Stará Evropy byla v pojetí Marije Gimbutasové založena na oslavě života, přírody a přirozeného světa, a vyznačovala se holistickým náhledem na realitu a vysokou uměleckou úrovní. Mezi ní a společností Praindoevropanů pak existoval výrazný kontrast.  První byla společností matrifokální, pravděpodobně i matrilokální, rovnostářskou a mírumilovnou, jejíž členové se věnovali usedlému zemědělství a uctívání Bohyně Stvořitelky. Druhá pak měla být společností patriarchální, stratifikovanou a válečnickou, její členové se měli věnovat kočovnému pastevectví a uctívat mužská božstva. Kromě Indoevropanů Gimbutasová identifikovala další, příbuznou, matriarchální a pasteveckou kulturu té doby a to semitskou. Z tohoto důvodu považovala nástup „semitského“ křesťanství za další invazi, která zničila zbývající přežitky staroevropského dědictví.
Hypotéza o matriarchální civilizaci však nebyla zcela nová. Podobný názor, o svobodném postavení žen v před-indoevropské společnosti, se objevuje už v díle Otto Schradera, a důraz na pravěký kult matky země se objevuje například u Johanna Bachofena, Albrechta Dietericha a Jane Ellen Harrisonové. Sama Gimbutasová se pak odvolávala například na práci The Mothers Roberta Briffaulta a The Cult of the Mother Goddess E. O. Jamese. Taktéž teze o kulturní blízkosti nejstarších Indoevropanů a Semitů měla své předchůdce: Wilhelma Schmidta a Wilhelma Kopperse.
Své závěry Gimbutasová založila na analýze hrobů a sošek, ale také velmi spekulativní interpretaci dekoru na keramice. Přestože její kurganová hypotéza byla široce přijata a její práce byla široce oceňovaná laickými čtenáři, zůstávají její teze kontroverzní. Antropolog David W. Anthony odmítá na základě archeologických nálezů mírumilovný a rovnostářský charakter společností Staré Evropy, kromě toho její zánik připisuje spíše vnitřním faktorům než vnější invazi. Dílo Marije Gimbutas o Staré Evropě mělo na druhou stranu výrazný vliv na feministickou a novopohanskou spiritualitu, která se vymezovala vůči indoevropskému a semitskému „útlaku“. Příkladem může být hnutí Bohyně vzniklé v 70. letech 20. století ve Spojených státech.